# Pseudococcus multiporus
Pseudococcus multiporus är en insektsart som beskrevs av Savescu 1984. Pseudococcus multiporus ingår i släktet Pseudococcus och familjen ullsköldlöss.
Artens utbredningsområde är Rumänien. Inga underarter finns listade i Catalogue of Life.